# Cisna (gmina)
Cisna [ˈt͡ɕisna] (en ukrainien: Тісна, Tisna) est une commune rurale de la voïvodie des Basses-Carpates et du powiat de Lesko. Elle s'étend sur 286,9 km2 et comptait 1 665 habitants en 2010.